# Trofeo Mundial de Rugby Juvenil 2018
El Trofeo Mundial de Rugby Juvenil 2018 fue la décima primera edición del torneo que patrocina la World Rugby.
El evento se desarrolló en Bucarest, capital de Rumania, entre el 28 de agosto y el 9 de septiembre.

## Equipos participantes

### Clasificación
| Competición                       | Fecha                                    | Sede                    | Plazas | Clasificados |
| --------------------------------- | ---------------------------------------- | ----------------------- | ------ | ------------ |
| País anfitrión                    | –                                        | –                       | 1      | Rumania      |
| Mundial Juvenil 2017 (descendido) | 31 de mayo / 18 de junio de 2017         | Kutaisi Tbilisi         | 1      | Samoa        |
| Sudamericano Juvenil A            | 8 - 14 de abril de 2018                  | Asunción                | 1      | Uruguay      |
| Rugby Europe U20                  | 8 - 14 de abril de 2018                  | Aveiro Coímbra          | 1      | Portugal     |
| Trophée Barthés                   | 28 - 31 de marzo de 2018                 | Jemmal Windhoek         | 1      | Namibia      |
| Asia Rugby U19                    | 10 - 16 de diciembre de 2017             | Colombo Hong Kong       | 1      | Hong Kong    |
| Oceania Rugby Junior Trophy       | 28 de noviembre / 2 de diciembre de 2017 | Lautoka                 | 1      | Fiyi         |
| Serie Norteamericana              | 12 - 16 de junio de 2018                 | College Station Houston | 1      | Canadá       |

| - Selección juvenil de rugby de Hong Kong (Dragons) - Selección juvenil de rugby de Namibia (Young Welwitschias) - Selección juvenil de rugby de Rumania - Selección juvenil de rugby de Samoa | - Selección juvenil de rugby de Canadá - Selección juvenil de rugby de Fiyi (Baby Flying Fijians) - Selección juvenil de rugby de Portugal (Lobinhos) - Selección juvenil de rugby de Uruguay (Teros M20) |

## Grupo A

### Posiciones
| Pos. | Equipo    | Encuentros | Encuentros | Encuentros | Encuentros | Tantos  | Tantos    | Tantos     | Puntos Bonus | Puntos Totales |
| Pos. | Equipo    | jugados    | ganados    | empatados  | perdidos   | a favor | en contra | diferencia | Puntos Bonus | Puntos Totales |
| ---- | --------- | ---------- | ---------- | ---------- | ---------- | ------- | --------- | ---------- | ------------ | -------------- |
| 1    | Samoa     | 3          | 3          | 0          | 0          | 113     | 65        | + 48       | 3            | 15             |
| 2    | Namibia   | 3          | 2          | 0          | 1          | 167     | 77        | + 90       | 2            | 10             |
| 3    | Hong Kong | 3          | 1          | 0          | 2          | 86      | 158       | - 72       | 1            | 5              |
| 4    | Rumania   | 3          | 0          | 0          | 3          | 76      | 142       | - 66       | 2            | 2              |

Nota: Se otorgan 4 puntos al equipo que gane un partido y 2 al que empate
Puntos Bonus: 1 punto por convertir 4 tries o más en un partido y 1 al equipo que pierda por no más de 7 tantos de diferencia
|  | Juega por el 1º puesto |

|  | Juega por el 3º puesto |

|  | Juega por el 5º puesto |

|  | Juega por el 7º puesto |

### Resultados

#### Primera fecha
| 28 de agosto, 10:00 | Samoa | 41 - 20 | Hong Kong |  |  |
|                     |       | Reporte |           |  |  |

| 28 de agosto, 16:00 | Namibia | 55 - 26 | Rumania |  |  |
|                     |         | Reporte |         |  |  |

#### Segunda fecha
| 1 de septiembre, 12:00 | Namibia | 84 - 10 | Hong Kong |  |  |
|                        |         | Reporte |           |  |  |

| 1 de septiembre, 14:00 | Samoa | 31 - 17 | Rumania |  |  |
|                        |       | Reporte |         |  |  |

#### Tercera fecha
| 5 de septiembre, 10:00 | Rumania | 33 - 56 | Hong Kong |  |  |
|                        |         | Reporte |           |  |  |

| 5 de septiembre, 16:00 | Samoa | 41 - 28 | Namibia |  |  |
|                        |       | Reporte |         |  |  |

## Grupo B

### Posiciones
| Pos. | Equipo   | Encuentros | Encuentros | Encuentros | Encuentros | Tantos  | Tantos    | Tantos     | Puntos Bonus | Puntos Totales |
| Pos. | Equipo   | jugados    | ganados    | empatados  | perdidos   | a favor | en contra | diferencia | Puntos Bonus | Puntos Totales |
| ---- | -------- | ---------- | ---------- | ---------- | ---------- | ------- | --------- | ---------- | ------------ | -------------- |
| 1    | Fiyi     | 3          | 3          | 0          | 0          | 140     | 82        | + 58       | 3            | 15             |
| 2    | Portugal | 3          | 2          | 0          | 1          | 79      | 76        | + 3        | 1            | 9              |
| 3    | Uruguay  | 3          | 1          | 0          | 2          | 76      | 104       | - 28       | 2            | 6              |
| 4    | Canadá   | 3          | 0          | 0          | 3          | 78      | 111       | - 33       | 2            | 2              |

Nota: Se otorgan 4 puntos al equipo que gane un partido y 2 al que empate
Puntos Bonus: 1 punto por convertir 4 tries o más en un partido y 1 al equipo que pierda por no más de 7 tantos de diferencia
|  | Juega por el 1º puesto |

|  | Juega por el 3º puesto |

|  | Juega por el 5º puesto |

|  | Juega por el 7º puesto |

### Resultados

#### Primera fecha
| 28 de agosto, 12:00 | Uruguay | 34 - 55 | Fiyi |  |  |
|                     |         | Reporte |      |  |  |

| 28 de agosto, 14:00 | Portugal | 31 - 29 | Canadá |  |  |
|                     |          | Reporte |        |  |  |

#### Segunda fecha
| 1 de septiembre, 10:00 | Uruguay | 27 - 23 | Canadá |  |  |
|                        |         | Reporte |        |  |  |

| 1 de septiembre, 16:00 | Portugal | 22 - 32 | Fiyi |  |  |
|                        |          | Reporte |      |  |  |

#### Tercera fecha
| 5 de septiembre, 12:00 | Fiyi | 53 - 26 | Canadá |  |  |
|                        |      | Reporte |        |  |  |

| 5 de septiembre, 14:00 | Portugal | 26 - 15 | Uruguay |  |  |
|                        |          | Reporte |         |  |  |

## Finales

### 7º puesto
| 9 de septiembre, 14:00 | Rumania | 14 - 71 | Canadá |  |  |
|                        |         | Reporte |        |  |  |

### 5º puesto
| 9 de septiembre, 10:00 | Hong Kong | 17 - 78 | Uruguay |  |  |
|                        |           | Reporte |         |  |  |

### 3º puesto
| 9 de septiembre, 12:00 | Namibia | 36 - 67 | Portugal |  |  |
|                        |         | Reporte |          |  |  |

### 1º puesto
| 9 de septiembre, 16:00 | Samoa | 8 - 58  | Fiyi |  |  |
|                        |       | Reporte |      |  |  |

| Bandera de Fiyi |
| Campeón Fiyi    |
| Primer título   |

## Posiciones finales
| Posición | Selección |
| -------- | --------- |
| 1        | Fiyi      |
| 2        | Samoa     |
| 3        | Portugal  |
| 4        | Namibia   |
| 5        | Uruguay   |
| 6        | Hong Kong |
| 7        | Canadá    |
| 8        | Rumania   |